# UEFA EURO 2032
UEFA EURO 2032は、ヨーロッパ各国のサッカー代表チームによって争われるUEFA欧州選手権の第19回大会である。本大会は2032年にイタリアおよびトルコで行われる。

## 立候補を表明した国･地域
-  トルコ – 2019年8月15日に表明 。後にイタリア共催に転換。

## 立候補を検討されている国・地域
-  イタリア – 2019年にイタリアサッカー協会会長がSky Sport Italiaの取材で明らかにした